# Pierre de Froment
Pour les articles homonymes, voir Froment.
Georges-Pierre de Froment (alias Pierre Foureix, alias Deblé) est un résistant et général français né le 17 novembre 1913 à Châteauroux et mort le 14 novembre 2006 à Moulins (Allier).

## Biographie

### Formation
Châteauroux est la garnison de son père, ancien saint-Cyrien issu d'une famille ayant reçu par lettres patentes le titre de baron héréditaire en 1815,, tué à la tête de sa compagnie, en Artois (mai 1915). À sa sortie de Saint-Cyr, promotion "Du Tafilalet" (1931-33), Pierre choisit les chars de combat.
De 1935 à 1939, il est affecté au 507e régiment de chars de combat de Metz, qui est commandé à partir de 1937 par le colonel de Gaulle.

### Le combattant de 1939-1940
En 1939, le lieutenant de Froment est envoyé en Pologne faire l'instruction sur le char Renault FT. Témoin de la défaite, il rentre en France, via la Roumanie, avec ses sous-officiers. En mai 1940, il est officier de renseignements du 49e bataillon de chars de combat qui perd 75 % de son matériel quand la 3e division cuirassée tente de bloquer la 10e Panzerdivision qui a franchi la Meuse. Pendant la débâcle, il est présenté à une infirmière bénévole, Mathilde Carré.

### Le résistant (1940-1943)
Après la défaite de l'armée française, Froment rencontre, début septembre 1940 à Marseille, le capitaine Henri Frenay, qui constitue le Mouvement de libération Nationale (MLN), embryon de ce qui deviendra Combat, le plus important mouvement de la zone libre. Frenay charge Froment d'être son représentant en zone occupée et en zone interdite. Grâce aux contacts (Edmond Hadengue, Jean Van den Berghe) fournis par le colonel Louis Baril et le commandant Léon Simoneau du 2e bureau EMA et par Berty Albrecht et Jane Sivadon, le lieutenant monte, dans le Nord et l'Est, avec l'aide de son amie Denise Cerneau, un vaste réseau de renseignements. Il est, avec Henri Frenay, Robert Guédon et Jacques-Yves Mulliez, à l'origine du journal Les Petites Ailes de France (première parution 17 mai 1941). Début février 1942, Combat Zone Nord, le groupe de Robert Guédon auquel il est rattaché, est décimé par une vague d'arrestations. Très isolé, Pierre de Froment continue cependant à étoffer son réseau vers les milieux industriels et la SNCF à travers toute la zone Nord.

### La déportation (1943-1945)
Le 14 janvier 1943, Froment, dont la planque a été repérée par un camarade retourné, est arrêté par deux hommes de l'Abwehr. Emprisonné à Fresnes, puis au camp de Romainville, il est interrogé par Ernst Dunker. Avec ses amis, Denise Cerneau, Edmond Hadengue, Louis Jorimann, il est ensuite déporté.
Le 27 août 1943, arrivée à Mauthausen, via Neu Brem. À compter du 12 septembre 1943, travail forcé dans trois usines Heinkel, d'abord Wien-Schwechat, où il reste neuf mois. Puis quatre mois à Floridsdorf, enfin six mois à Mödlin. Dans l'équipe de Jo Attia, marche à la mort de Mödlin à Mauthausen atteint le 8 avril. Il retrouve ses amies Denise Cerneau, Anne Noury, Anne-Marie Boumier, Jane Sivadon, Odile Kienlen.
Le 5 mai 1945, le camp est libéré par les Américains. Pierre de Froment, terriblement affaibli, retrouve la France et séjourne au sanatorium de Briançon où il rédige, en 1946, le récit de sa déportation (publié en 2004), texte empreint d'un humanisme chrétien fervent.

### Après la guerre
En 1947, Froment réintègre l'armée. En 1953, il intègre École supérieure de guerre. À sa sortie, il est attaché militaire, pendant quatre ans, en Yougoslavie et en Albanie. En 1961, affecté en Algérie, comme adjoint du commandant du secteur de Blida, il devient (après le putsch des généraux), commandant du secteur de Blida.
De 1962 à 1964, il est chef du service Action du SDECE (Service de documentation extérieure et de contre-espionnage).
Il termine sa carrière général de division, à la tête de la 44e région militaire à Toulouse, en 1973.
Pierre de Froment est enterré au cimetière de Montlevicq (Indre).

## Décorations
- Grand-Croix de l'Ordre national du Mérite
- Grand Officier de la Légion d'honneur
- Médaille de la Résistance